# 手島千尋
手島 千尋（てしま ちひろ、1987年1月4日 - ）は、TOKYO FMの女性アナウンサー。

## 略歴・人物
東京都国分寺市出身。東海大菅生中学・高校時代はバスケットボール部に入っていた。
大学時代、ボイスワークスでアナウンサー講習を受け、卒業後の2009年、秋田朝日放送(AAB)にアナウンサーとして入社。初鳴きは同年4月4日の『ひるまにあん』第1回放送だった。自社制作のレギュラー番組の他『朝だ!生です旅サラダ』や『全国おもしろニュースグランプリ』といったANN系全国ネット番組にも出演したことがある。
2013年3月にAABを退社後、同年4月に新潟放送へ移籍。同年10月13日には「第31回新潟シティマラソン」に出場した。
2016年4月よりボイスワークス所属の上、テレビ埼玉の契約アナウンサーとして入社。2018年3月に退社。
2019年8月にボイスワークスを退社し、エフエム東京（TOKYO FM）に移籍した。
元秋田放送アナウンサーの吉村優（現セント・フォース所属）と仲が良い。

## 担当番組
☆は出演中

### エフエム東京 勤務時
- ☆防災 FRONTLINE
- ☆TOKYO FM NEWS
- News Sapiens（2021年4月 - ） - 水曜、木曜担当
- KUMON 笑顔100点満点♪[11]
- TOKYO SLOW NEWS - 「アングルTODAY」担当
- Skyrocket Company - 「スカロケニュース調査部」火曜担当[12]
- F.C.TOKYO SPIRIT ～勝利への道～[13]]
- ☆こくみん共済 coop presents 世界には歌詞があふれている。（2022年9月 - ）[14]
- ONE MORNING  吉田明世が休暇や欠席時の代理アシスタントを担当

### テレ玉勤務時（ボイスワークス所属）
- マチコミ（司会）
- NEWS930（木曜キャスター）

### 新潟放送勤務時
- 水曜見ナイト
- BSN NEWS（不定期）

### 秋田朝日放送勤務時
- サタナビっ!(2009年4月 - 2011年3月）
- ひるまにあん
- 週刊ことばマガジン（リポーター）
- AABニュース&ウェザー